# Антипова, Александра Тихоновна
Александра Тихоновна Антипова (1925—2016) — советская доярка госплемзавода «Первомайский», участница Великой Отечественной войны, Герой Социалистического Труда (1975), гражданин XX века Новосибирской области.

## Биография
Родилась 17 июня 1925 года в деревне Черкасская (ныне — Кромского района Орловской области) в крестьянской семье.
Член КПСС с 1959 года.
После окончания войны переехала в Новосибирскую область. С 1954 года доярка племзавода «Первомайский» Татарского района Новосибирской области.
Указом Президиума Верховного Совета СССР от 10 февраля 1975 года за выдающиеся успехи, достигнутые во Всесоюзном социалистическом соревновании, проявленную доблесть в досрочном выполнении заданий девятой пятилетки и принятых обязательств по увеличению производства и продажи государству продуктов животноводства доярке госплемзавода «Первомайский» Татарского района Новосибирской области Антиповой Александре Тихоновне присвоено звание Героя Социалистического Труда с вручением ордена Ленина и золотой медали «Серп и Молот».
Умерла 13 июня 2016 года.

## Признание
- Герой Социалистического Труда
- 2 ордена Ленина (1966, 1975)
- Медаль «За победу над Германией в Великой Отечественной войне 1941-1945 гг.» (1945)
- медали
- Звание «Гражданин XX века Новосибирской области».